# ディンヘイロサウルス
ディンヘイロサウルス（Dinheirosaurus "ポルト・ディニェイロのトカゲ"の意味）はディプロドクス科の竜脚類恐竜の属である。化石はポルトガル中西部、ロウリンニャのポルト・ディニェイロ（en）にあるカマーダス・デ・アルコバッサ累層（Camadas de Alcobaça Formation）のジュラ紀後期上部（キンメリッジアン）の地層から見つかった。ディンヘイロサウルスの化石は1987年から続いた発掘調査により1992年に発見され、ボナパルテとMateusにより1999年に記載された。
この化石は初め、既に記載されていて、類似点が見て取れる同時代の属であるロウリンハサウルスのものであるとされた。後の分析により別の種類の竜脚類のものであることが明らかになり、ディンヘイロサウルスとして記載された。この2つの属はその後もしばらくシノニムであるとみなされることがあったが、両者の化石へのさらなる解釈によりこれらが互いに独立の属であることは疑いないものになっている。
タイプ種はD. lourinhanensisで、ロウリンニャ（Lourinhã）の町にちなんで命名された。
オクタビオ・マテウスらによる2015年の研究ではディンヘイロサウルスは恐らくスーパーサウルスのシノニムでD. lourinhanensis はS. lourinhanensisとされるべきと主張された 。

## 記載
ホロタイプ標本であるML 414は部分的な骨格で構成され、保存状態のいい関節した胴椎は注目に値する。また、標本には12個の肋骨と四肢の骨の断片も含まれる。D. lourinhanensisを特徴付けるのはディプロドクスのものに似た二股の神経棘を持つ椎骨で、これはディプロドクスと比較するとプロポーションが異なっている。また胴椎には下楔（hyposphene　椎骨後方の突起）による付随的な椎骨間の関節（en）も存在した。

## 系統分類
これらの特徴はD. lourinhanensisがディプロドクスより原始的なディプロドクス科のメンバーから派生し、当時のイベリア半島がそうであったように、北アメリカやヨーロッパ本土から分離された島での隔離の下で進化したことを示すのかもしれない。ディンヘイロサウルスはスーパーサウルスと姉妹群である。下記のクラドグラムはWhitlock(2011)の系統解析に基づくもので、ディンヘイロサウルスと他のディプロドクス科の属との関係を示したものである。
|  | †ディンヘイロサウルスDinheirosaurus                                                  |
|  |                                                                                      |
|  | †トルニエリアTornieria                                                               |
|  |                                                                                      |
|  | \| \| †バロサウルスarosaurus \| \| \| \| \| \| †ディプロドクスDiplodocus \| \| \| \| |
|  |                                                                                      |
|  | †バロサウルスarosaurus                                                               |
|  |                                                                                      |
|  | †ディプロドクスDiplodocus                                                            |
|  |                                                                                      |

|  | †バロサウルスarosaurus    |
|  |                           |
|  | †ディプロドクスDiplodocus |
|  |                           |

|  | †ディンヘイロサウルスDinheirosaurus                                                  |
|  |                                                                                      |
|  | †トルニエリアTornieria                                                               |
|  |                                                                                      |
|  | \| \| †バロサウルスarosaurus \| \| \| \| \| \| †ディプロドクスDiplodocus \| \| \| \| |
|  |                                                                                      |
|  | †バロサウルスarosaurus                                                               |
|  |                                                                                      |
|  | †ディプロドクスDiplodocus                                                            |
|  |                                                                                      |

|  | †バロサウルスarosaurus    |
|  |                           |
|  | †ディプロドクスDiplodocus |
|  |                           |

|  | †ディンヘイロサウルスDinheirosaurus                                                  |
|  |                                                                                      |
|  | †トルニエリアTornieria                                                               |
|  |                                                                                      |
|  | \| \| †バロサウルスarosaurus \| \| \| \| \| \| †ディプロドクスDiplodocus \| \| \| \| |
|  |                                                                                      |
|  | †バロサウルスarosaurus                                                               |
|  |                                                                                      |
|  | †ディプロドクスDiplodocus                                                            |
|  |                                                                                      |

|  | †バロサウルスarosaurus    |
|  |                           |
|  | †ディプロドクスDiplodocus |
|  |                           |

|  | †ディンヘイロサウルスDinheirosaurus                                                  |
|  |                                                                                      |
|  | †トルニエリアTornieria                                                               |
|  |                                                                                      |
|  | \| \| †バロサウルスarosaurus \| \| \| \| \| \| †ディプロドクスDiplodocus \| \| \| \| |
|  |                                                                                      |
|  | †バロサウルスarosaurus                                                               |
|  |                                                                                      |
|  | †ディプロドクスDiplodocus                                                            |
|  |                                                                                      |

|  | †バロサウルスarosaurus    |
|  |                           |
|  | †ディプロドクスDiplodocus |
|  |                           |

## 参照
1. ↑  Tschopp, E.; Mateus, O.; Benson, R. B. J. (2015). “A specimen-level phylogenetic analysis and taxonomic revision of Diplodocidae (Dinosauria, Sauropoda)”. PeerJ 3:  e857. doi:10.7717/peerj.857. PMC 4393826. PMID 25870766.
2. ↑  Mannion, P. D., Upchurch P., Mateus O., Barnes R. N., & Jones M. E. H. (2012).  New information on the anatomy and systematic position of Dinheirosaurus lourinhanensis (Sauropoda: Diplodocoidea) from the Late Jurassic of Portugal, with a review of European diplodocoids. Journal of Systematic Palaeontology. 10(3), 521–551.
3. ↑  Whitlock, J.A. (2011). "A phylogenetic analysis of Diplodocoidea (Saurischia: Sauropoda)." Zoological Journal of the Linnean Society, Article first published online: 12 Jan 2011.

- Bonaparte, J.F., & Mateus, O. (1999). "A new diplodocid, Dinheirosaurus lourinhanensis gen. et sp. nov., from the Late Jurassic beds of Portugal". Revista del Museo Argentino de Ciencias Naturales. 5(2): 13-29.
- Upchurch, P., Barrett, P.M. and Dodson, P. 2004. "Sauropoda". In The Dinosauria, 2nd edition.D. Weishampel, P. Dodson, and H. Osmólska (eds.). University of California Press, Berkeley. Pp. 259–322.